# Pterocles senegallus
La grandule del Senegal (Pterocles senegallus (Linnaeus, 1771)) è una specie della famiglia degli Pteroclidi originaria di un'ampia fascia di territorio che dall'Africa nord-occidentale si estende fino all'India nord-occidentale.

## Descrizione

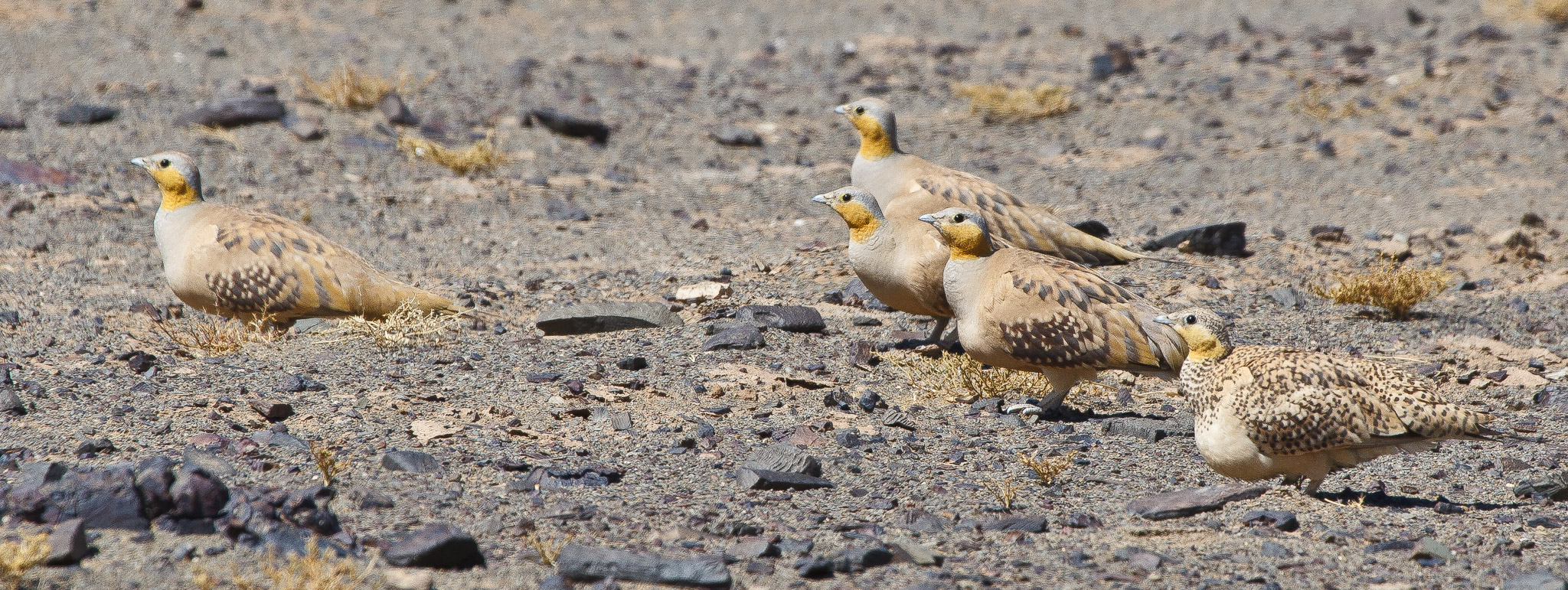
Granduli del Senegal nel deserto dell'erg Chebbi.

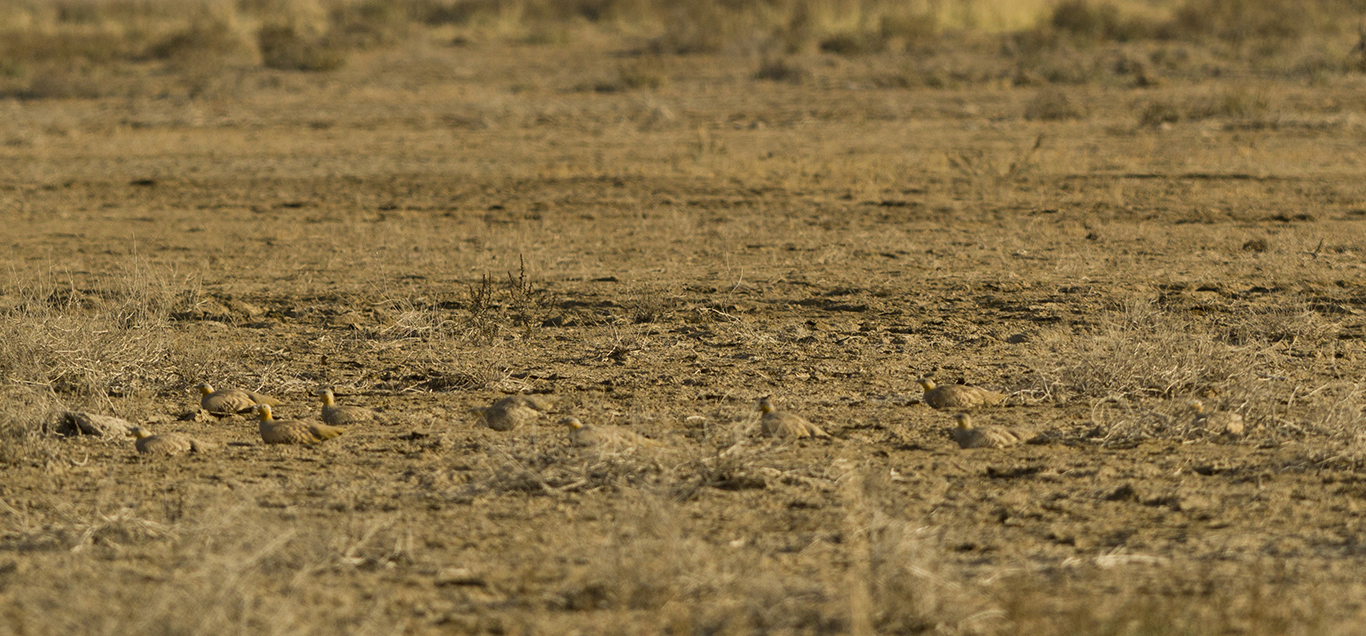
Esemplari nel Kutch, dove la specie è una rara visitatrice invernale.

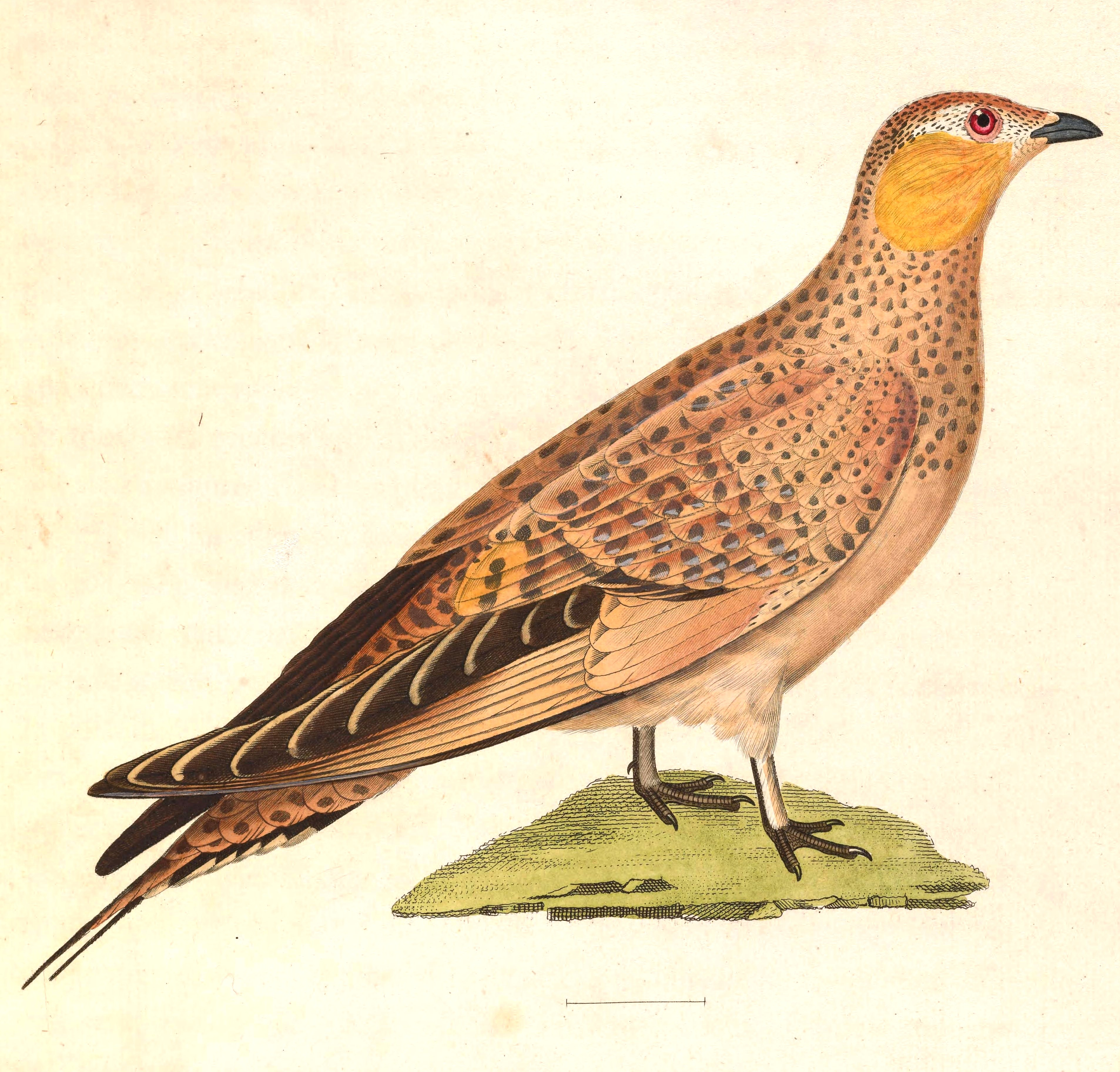
Femmina di grandule del Senegal.

### Dimensioni
Misura 30-35 cm di lunghezza, per un peso di circa 250-340 g. L'apertura alare è di 53-65 cm.

### Aspetto
I maschi adulti hanno la testa giallo-ocra con un ampio sopracciglio grigio e un cappuccio bruno-rosa visibile solamente a breve distanza. Il corpo e la coda presentano una colorazione isabella-sabbia con marezzature grigie sulle scapolari. La parte superiore del petto e il collo sono grigi. Le piume marroni delle grandi e delle medie copritrici che accompagnano le scapolari hanno un bordo giallo-beige che provoca un evidente effetto di macchiettatura chiara a distanza e conferisce al dorso una tonalità generale oliva. La parte centrale nera del ventre contrasta con quella isabella dei fianchi, ma tale contrasto è davvero evidente solo quando l'uccello è in volo o si trova a breve distanza. Le femmine si differenziano dal maschio per il fatto di avere solo la parte inferiore della faccia di un colore variabile dal giallo chiaro all'ocra. La parte inferiore del corpo è più chiara e quella superiore presenta toni maggiormente viranti al rosa, con strisce scure evidenti sul cappuccio e sulla nuca, segni neri sparsi su tutto il petto, la mantellina, il dorso, il groppone, la coda e le copritrici alari, che diventano più chiari ai lati del petto, sulle scapolari e sulle grandi e medie copritrici. I giovani assomigliano alle femmine. Hanno il petto bianco con barre e strisce sulle parti inferiori. Man mano che crescono, acquisiscono il piumaggio adulto, ma con colori più opachi e più chiari.

## Comportamento
Al di fuori della stagione riproduttiva, è una specie molto gregaria che vive in grandi bande di oltre 100 esemplari nel subcontinente indiano. In Oman, i raggruppamenti possono contare in casi eccezionali fino a 5000 uccelli. Si tratta normalmente di una specie sedentaria, ma in alcuni casi può assumere un comportamento nomade, specialmente durante la stagione secca.

### Alimentazione
Questo uccello prevalentemente vegetariano si nutre di semi piccoli e duri. Mostra una certa preferenza per quelli di Euphorbia guyoniana, una pianta vigorosa costituita da grossi ciuffi di un verde-giallastro che cresce nella sabbia degli erg. In Marocco, mostra un gusto particolarmente pronunciato per gli asfodeli, piante sahariane che crescono tra le rocce. In Iraq, mangia semi di piante coltivate come l'orzo e le lenticchie o di Emex spinosa, pianta erbacea che trova nei campi, nei luoghi sabbiosi o sui bordi delle strade. La grandule del Senegal non si nutre esclusivamente di vegetali. È stato riferito che in India si nutra anche di insetti. Inghiotte regolarmente sabbia e piccoli sassolini per facilitare il transito del cibo. Va in cerca di nutrimento al mattino e alla fine del pomeriggio. Visita gli specchi d'acqua per abbeverarsi tra le 6.30 e le 10.00 del mattino. Di solito bastano 15 secondi perché questo uccello si reidrati. In casi di forte calura, la grandule del Senegal ritorna di nuovo alla sorgente all'inizio della serata. Alcuni autori hanno constatato che maschi e femmine arrivano nei siti di abbeverata in gruppi separati. Gli uccelli alla ricerca del cibo si appollaiano spesso in gruppi che raggiungono talvolta i 50 individui.

### Riproduzione

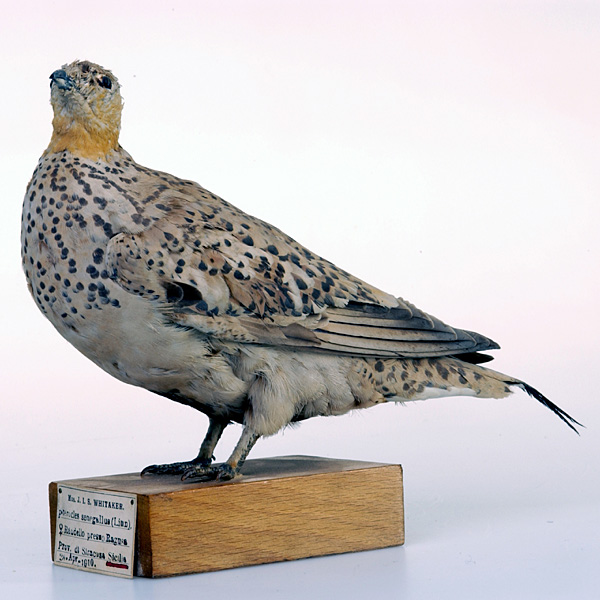
Femmina impagliata.

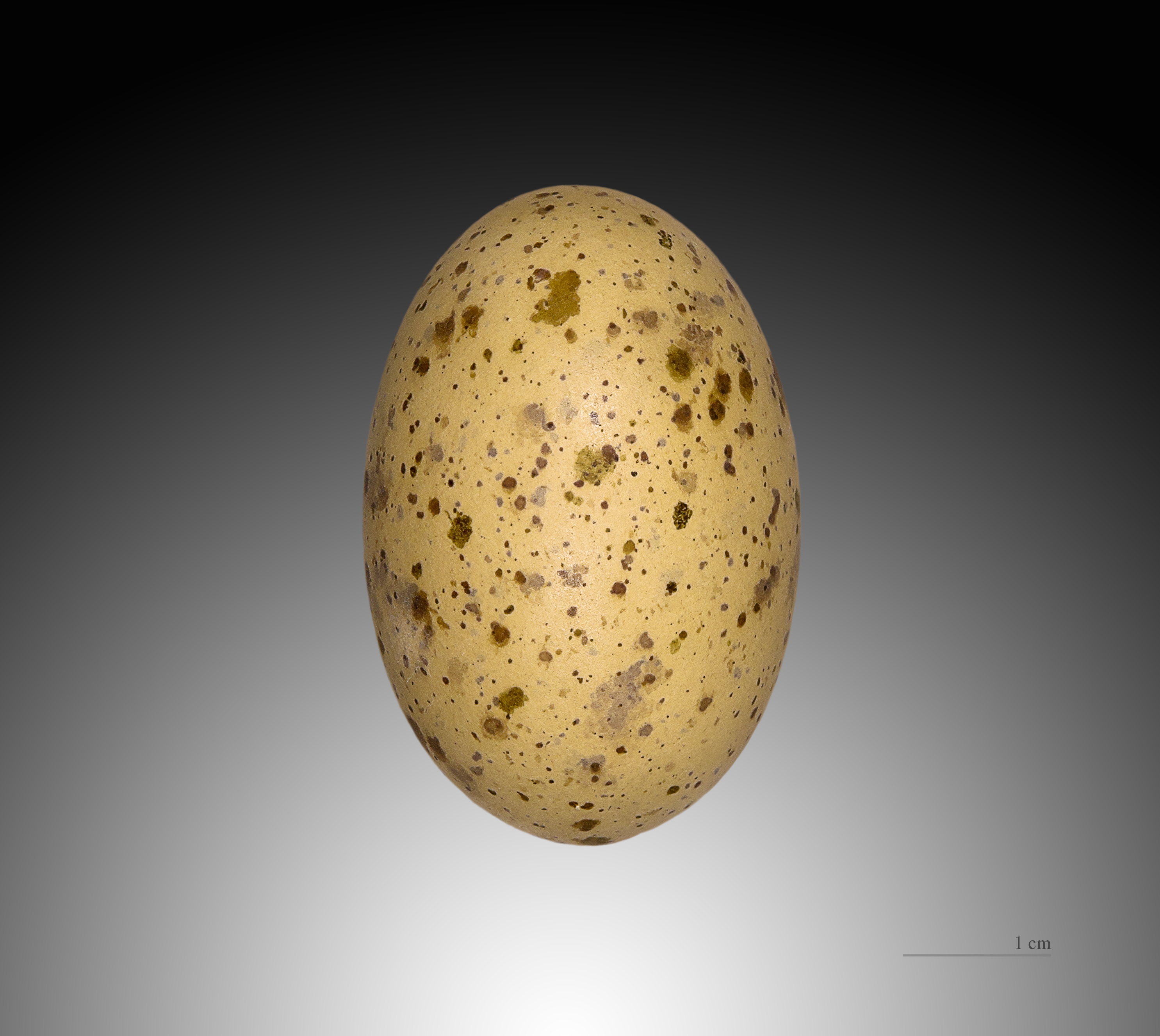
Uovo di Pterocles senegallus.

La stagione di nidificazione ha luogo tra il mese di marzo e quello di giugno, ma in certe regioni essa può protrarsi fino ai primi di agosto. Il nido è un semplice avvallamento creato grattando sul terreno o una depressione naturale. Nei deserti pietrosi con una vegetazione particolarmente stentata esso può essere costituito anche dall'impronta di uno zoccolo o da una cavità al riparo di una roccia o vicino a uno specchio d'acqua. In regioni di questo tipo, la densità è di 8 coppie per chilometro quadrato, mentre altrove, in altri habitat, la ripartizione è più disuguale. La femmina di solito depone 2 o 3 uova beige-crema, di forma ellittica e macchiate di rosso-bruno chiaro o di grigio-porpora. Le uova vengono deposte a intervalli di 24-28 ore l'una dall'altra e vengono covate per un periodo che varia da 27 a 31 giorni. Entrambi i genitori si dedicano alternativamente alla cova, ma è il maschio che si occupa sempre del turno di notte sulle uova, tra le 19.00 e le 10.00 del mattino. È ancora quest'ultimo che si occupa di rifornire di acqua la covata. Per il resto, entrambi i genitori si prendono cura insieme dell'allevamento dei giovani. I piccoli sono in grado di nutrirsi autonomamente solo pochi giorni dopo la schiusa. Non conosciamo la data esatta in cui prendono il volo, ma si presume che di solito l'involo abbia luogo a circa un mese di età. Solo in rari casi riescono a lasciare il nido più di due piccoli, ma probabilmente, nelle annate caratterizzate da buone piogge, la femmina depone due covate a stagione.

## Distribuzione e habitat
Le granduli del Senegal vivono nei deserti, compresi quelli ove le precipitazioni sono scarse o irregolari. Frequentano anche le zone aride, le basse colline e le pianure rocciose. Sembra che la specie non si spinga mai sulle terre coltivate adiacenti a queste zone come fa invece la grandule mediterranea (Pterocles alchata) e la grandule panciacastana (Pterocles exustus). Evita allo stesso modo i terreni molto accidentati e le aree montuose. La grandule del Senegal è endemica del Nordafrica e del Medio Oriente. È presente in Marocco, Algeria, Libia ed Egitto. In Asia, si trova in Israele e nel Sinai, in Arabia Saudita, Iraq, Iran e nel sud del Pakistan, dove sverna.